# Рой, Бимал
Бимал Рой (англ. Bimal Roy, бенг. বিমল রায়; 12 июля 1909 — 7 января 1966) — индийский режиссёр и продюсер. За свою карьеру поставил 17 художественных фильмов, три из которых были на бенгальском языке, а остальные на хинди, и несколько документальных. Рекордсмен по количеству Filmfare Award за лучшую режиссуру (всего 7), дважды становился лауреатом данной премии три года подряд. Завоевал славу выдающегося кинематографиста в течение короткого периода чуть более десяти лет. Его фильмы четырежды удостаивались Filmfare Award за лучший фильм и шесть раз — наград Национальной кинопремии Индии различной степени, а «Два бигха земли» получил международный приз на Каннском кинофестивале.

## Семья
Бимал Рой родился в деревне Суапур в окрестностях Дакки (ныне столица Бангладеш) в семье помещиков. Был шестым из восьми выживших детей. В 1930 году вместе со своей овдовевшей матерью и двумя братьями переехал в Калькутту.
В 1937 году он женился на Манобине Рай, которая была младше его почти на десять лет. Его жена была одной из первых женщин-фотографов в Индии. В этом браке родились дочери Ринки (род. 1942), Яшодхара, Апараджита (род. 1952) и сын Джой (род. 1955).
Его старшая дочь Ринки — писательница, журналист и режиссёр-документалист — вышла замуж за режиссёра Басу Бхаттачарья, который в то время работал на её отца, что привело к расколу между ними. Яшодхара Рой разрабатывает дизайн чоли. Апараджита (в замужестве Синха) пишет рецензии и переводит фильмы на хинди и бенгальский язык для показа на международных кинофестивалях, а также сняла несколько коротких фильмов для индийского канала Doordarshan и британского Channel 4.
Джой Бимал Рой в 2007 году сделал 55-минутный документальный фильм о своём отце — Remembering Bimal Roy. Лента вошла в программу фестиваля индийских фильмов River to River во Флоренции и 6-го международного кинофестиваля в Бангалоре.

## Карьера
В 1932—1933 годах, благодаря имеющимся навыкам работы с камерой, Рой нашёл работу на съемках документальных фильмов. Затем получил место рекламного фотографа и ассистента оператора Нитина Боса из New Theatres. Как оператор принимал участие в съемках таких фильмов как «Девдас» (1935, на хинди), Grihadah, Maya (оба 1936) и Mukti (1937) режиссёра П. Баруа, Bardidi (1939) и Abhinetri (1940) Амара Муллика. Его режиссёрским дебютом стал фильм Udayer Pathey, выпущенный под баннером New Theatres и ставший эталоном соцреализма в индийском кино. Картина вышла в период, когда голод, инфляция военных лет и экономические трудности разделили имущих и неимущих на два непримиримых лагеря, и рассматривала актуальные проблемы индийского общества. Сюжет рассказывал о бедном писателе-интеллектуале, который отстаивает права пролетариата в системе, где равновесие смещено в сторону богачей. Фильм был переснят им на хинди 1945 году под названием Humrahi. В обоих лентах Рой также исполнял обязанности оператора. Следующий его фильм Anjangarh (1948) был посвящён другой насущной проблеме — ликвидации княжеств, вызванной демократическими преобразованиями в стране.
После развала New Theatres в 1950 году Рой переехал в Бомбей, где некоторое время работал на Bombay Talkies. Здесь в 1952 году он снял фильм «Любовь матери» с Лилой Читнис и Бхаратом Бхушаном в главных ролях. В этом же году он основал собственную студию Bimal Roy Production и в течение следующих 11 лет поставил 13 фильмов, а гуманистические аспекты, характеризующие большую часть из них, вознесли его до головокружительных высот.
В 1952 году на 1-м международном кинофестивале в Мумбаи Рой увидел итальянский фильм «Похитители велосипедов» 1948 года режиссёра Витторио де Сики и решил что снимет что-то столь же резкое. Итогом стал «Два бигха земли» (1953), основанный на повести Салила Чаудхари Rickshawalla. Сюжет повествует о бедном фермере, который отправляется в Калькутту в поисках заработка, чтобы собрать 235 рупий и выкупить свои два бигха земли у ростовщика. Изначально Рой планировал снять в главной роли Джайраджа или Трилока Капура, в то время как ему советовали Насира Хуссэйна, однако окончательный выбор он сделал, увидев Балраджа Сахни в фильме Hum Log (1951). На роль жены героя режиссёр пригласил Нирупу Рой, до этого снимавшуюся в основном в кинолентах мифологического характера. В обоих случаях его выбор вызвал возражения, но оправдал себя в полной мере. Картина получила признание на кинофестивалях в Каннах и Карловых Варах. Одновременно с «Двумя бигхами» Рой снимал фильм «Замужем», трогательную историю любви по роману бенгальского писателя Шарата Чандры Чаттерджи, главные роли в которой исполнили Мина Кумари и Ашок Кумар.
В 1955 году вышел его фильм «Девдас», основанный на другом романе Чаттерджи. Желание снять подобный фильм появилось у Роя ещё во время участия в съемках более ранней экранизации 1935 года, чтобы показать что он может добиться того же успеха, что его гуру П. Баруа. Большой проблемой стал поиск актёра на главную роль, способного сыграть спивающегося человека, как это в 1935 году сделал К. Л. Сайгал, который сам был алкоголиком. В итоге был выбран Дилип Кумар, чьё исполнение схожей роли в фильме «Клеймо позора» понравилась режиссёру. На одну из женских ролей — куртизанки Чандрамукхи — Рой пригласил актрису Виджаянтималу, до того момента известную больше своими танцами. Сценарист фильма Набенду Гхош был против кандидатуры Виджаянтималы, так как она была слишком молода, а Чаттерджи описывал Чандрамукхи как зрелую женщину. Однако все актрисы, которым роль была предложена до этого (Наргис, Бина Рай и Сурайя) отказались, и у режиссёра не оставалось выбора. Когда о том, что на роль приглашена Виджаянтимала, узнали кинопроизводители, то с сарказмом предложили Рою «Почему бы тебе не взять комика Кишор Кумара в качестве Девдаса?». Однако актриса в полной мере проявила себя и за свою работу была удостоена Filmfare Award за лучшую женскую роль второго плана.
Другой фильм режиссёра с Дилипом Кумаром и Виджаянтималой — «Мадхумати» (1958) стал одним из крупнейших хитов 1950-х годов. Это был самый коммерчески успешный фильм Роя, и циники обвиняли его в том, что он пошёл на поводу у зрителя, сняв развлекательную киноленту на популярную тему реинкарнации.
Испытания, которые пришлось пройти его матери, побудили Роя отойти от принятой манеры показывать женщин второстепенными персонажами. В его фильмах героини выводились на первый план, особое внимание уделялось теме их угнетения и эксплуатации. «Бирадж Баху» (1954) ставила под сомнение социальный цинизм по отношению к работающим женщинам. «Неприкасаемая» (1959), рассказывающая историю сироты-хариджан, удочеренной семьей из высшего класса и борющейся за их любовь, поднимала острую тему кастовых предрассудков, которые оставались сильны в Индии ещё сорок лет после выхода фильма. «Заключённая» (1963) показывала тёмную сторону главной героини, демонстрируя как угнетение человека сверх всяких пределов может довести до убийства.
Бимал Рой скончался во сне в ночь с 7 на 8 января 1966 года в возрасте 56 лет от рака лёгких.

## Наследие
Фильмы Бимала Роя являлись отражением отдельных людей и общества своего времени. Он не позволял коммерческим соображениям обогнать его творческие инстинкты. В его съемочную группу входило множество талантов, которые впоследствии сами стали крупными кинематографистами, например, Салил Чаудхари (композитор), Набенду Гхош (сценарист), Асит Сен (ассистент режиссёра), Ришикеш Мукхерджи (монтаж), Камал Бос (оператор) и Гулзар (автор песен). Через год после смерти Роя, Ришикеш Мукхеджи выпустил фильм «Анупама», посвящённый своему наставнику. Картина содержит отсылки к дебютному фильме Роя Udayer Pathey: персонажи, ситуации, диалоги и даже финал, когда героиня, прочитав роман бедного писателя, оставляет своего богатого отца и уходит из дома. В 1971 вышел ремейк Udayer Pathey под названием «Новые времена» (Naya Zamana).
Влияние Бимала Роя имело далеко идущие последствия, как для индийского, так и для мирового кинематографа. В индийском кино оно распространяется и на основное коммерческое кино на хинди, и на возникшее в то время параллельное кино. Его картина «Два бигха земли» (1953) была первым фильмом, который успешно сочетал искусство и коммерческую составляющую, и имел успех как в кассе, так и у критиков, выиграв Международный приз на Каннском кинофестивале 1954 года. Успех фильма проложил путь для индийской Новой волны. Почти пятьдесят лет спустя открывающая сцена фильма (ликование крестьян, вызванное дождем) была скопирована Ашутошем Говарикером в киноленте «Лагаан: Однажды в Индии».
Среди коммерческих лент наибольшее влияние из его фильмов имел «Мадхумати» (1958), его первое и единственное сотрудничество с Ритвиком Гхатаком (который написал сценарий) и один из самых ранних фильмов, повествующий о реинкарнации. Картина, как полагают, была источником вдохновения для многих более поздних работ, посвящённых данной теме в индийском кино и на телевидении, и, возможно, в мировом кино. Вероятно, именно он вдохновил авторов американского фильма «Реинкарнация Питера Прауда» (1975) и фильма на хинди «Долг чести» (1980), которые рассматривали тему последующих перерождений и оказали значительное влияние на соответствующую культуру. «Долг чести» в частности был переделан в несколько раз: на каннада как Yuga Purusha (1989), на тамильском как Enakkul Oruvan (1984), и в недавнее время в Болливуде как «Долг» (2008), а также вдохновил американский фильм «Шансы есть» (1989). Самый последний фильм, который был непосредственно вдохновлен «Мадхумати» — хит Болливуда «Когда одной жизни мало» (2007). Обилие похожих моментов в этих двух фильмах побудило дочь Роя Ринки Бхатачария обвинить кинопроизводителей в плагиате и угрожать им судебным иском.
Другой фильм Роя Parakh (1960) во многом перекликается с «Добро пожаловать в Саджанпур» Шьяма Бенегала. Оба фильма рассматривают деревенскую политику, суеверия и насмехаются над выборами в Индии. Между фильмами можно провести несколько параллелей: главный герой первого — почтальон, второго — пишет письма за деньги; центральное место в первом отводится учителю, герой второго единственный в деревне окончил колледж; в первом священник играет на суевериях простых крестьян, во втором суеверная мать заставляет дочь выйти замуж за собаку.
Фильмы Бимала Рой по-прежнему демонстрируются на крупных национальных и международных кинофестивалях в Индии, Европе и Северной Америке. Его фильмы в настоящее время восстановлены и оцифрованы в Национальном Киноархиве Индии (NFAI) в Пуне. В июле 2014 года Музей принца Уэльского в Мумбаи представил выставку, «Бимал Рой: Жизнь и Времена», организованную в сотрудничестве с его детьми. Среди экспонатов — кадры из фильмов «Мадхумати», «Неприкасаемая» и «Заключённая», а также постеры фильмов, костюмы и памятные вещи, в том числе камера Arriflex, использовавшаяся для съемки «Девдаса» и «Неприкасаемой» .
8 января 2007 года Почтой Индии в честь Бимала Роя была выпущена почтовая марка с его изображением.

## Фильмография
| Год выхода | Русское название                   | Оригинальное название | Язык         | Сферы деятельности | Сферы деятельности | Сферы деятельности |
| Год выхода | Русское название                   | Оригинальное название | Язык         | Режиссёр           | Продюсер           | Сценарист          |
| ---------- | ---------------------------------- | --------------------- | ------------ | ------------------ | ------------------ | ------------------ |
| 1944       | Победный марш / На утренней дороге | Udayer Pathey         | бенгальский  | Да                 |                    | Да                 |
| 1945       | Попутчик                           | Hamrahi               | хинди        | Да                 |                    | Да                 |
| 1948       | Анджангарх                         | Anjangarh             | бенгальский  | Да                 |                    | Да                 |
| 1949       | Самый первый / Первый человек      | Mantramugdhu          | бенгальский  | Да                 |                    |                    |
| 1950       | Очарованный                        | Pehla Aadmi           | хинди        | Да                 |                    |                    |
| 1952       | Любовь матери                      | Maa                   | хинди        | Да                 | Да                 | Да                 |
| 1953       | Два бигха земли                    | Do Bigha Zamin        | хинди        | Да                 | Да                 |                    |
| 1953       | Замужем                            | Parineeta             | хинди        | Да                 |                    | Да                 |
| 1954       | Отец и дочь                        | Baap Beti             | хинди        | Да                 |                    |                    |
| 1954       | Бирадж Баху                        | Biraj Bahu            | хинди        | Да                 |                    | Да                 |
| 1954       | Служба                             | Naukari               | хинди        | Да                 | Да                 |                    |
| 1955       | Девдас                             | Devdas                | хинди        | Да                 | Да                 |                    |
| 1956       | Семья / Кто преступник             | Parivar               | хинди        |                    | Да                 |                    |
| 1958       | Еврейка                            | Yahudi                | хинди        | Да                 |                    |                    |
| 1958       | Мадхумати                          | Madhumati             | хинди        | Да                 | Да                 |                    |
| 1959       | Неприкасаемая                      | Sujata                | хинди        | Да                 | Да                 |                    |
| 1960       | Испытание                          | Parakh                | хинди        | Да                 | Да                 |                    |
| 1960       | Он сказал                          | Usne Kaha Tha         | хинди        |                    | Да                 |                    |
| 1961       | Кабулиец                           | Kabuliwala            | хинди        |                    | Да                 |                    |
| 1962       | Любовные письма                    | Prem Patra            | хинди        | Да                 | Да                 |                    |
| 1963       | Заключённая                        | Bandini               | хинди        | Да                 | Да                 |                    |
| 1964       | Беназир                            | Benazir               | хинди / урду |                    | Да                 |                    |

## Награды
Filmfare Awards
| - 1954 — Лучшая режиссура — «Два бигха земли» - 1955 — Лучшая режиссура — «Замужем» - 1956 — Лучшая режиссура — «Бирадж Баху» - 1959 — Лучшая режиссура — «Мадхумати» - 1960 — Лучшая режиссура — «Неприкасаемая» - 1961 — Лучшая режиссура — Parakh - 1964 — Лучшая режиссура — «Заключённая» | - 1954 — Лучший фильм — «Два бигха земли» - 1959 — Лучший фильм — «Мадхумати» - 1960 — Лучший фильм — «Неприкасаемая» - 1964 — Лучший фильм — «Заключённая» |

Национальная кинопремия Индии
- 1954 — Почётная грамота за лучший художественный фильм — «Два бигха земли»[30]
- 1955 — Почётная грамота за лучший художественный фильм — «Бирадж Баху»[31]
- 1956 — Почётная грамота за лучший фильм на хинди — «Девдас»[32]
- 1959 — Серебряная медаль за лучший фильм на хинди — «Мадхумати»[33]
- 1960 — Почётная грамота за третий лучший художественный фильм — «Неприкасаемая»[34]
- 1964 — Премия за лучший фильм на хинди — «Заключённая»[35]

Каннский кинофестиваль
- 1954 — Международный приз — «Два бигха земли»[36]
- 1954 — номинация на «Золотую пальмовую ветвь» — «Два бигха земли»[36]
- 1955 — номинация на «Золотую пальмовую ветвь» — «Бирадж Баху»[36]
- 1960 — номинация на «Золотую пальмовую ветвь» — «Неприкасаемая»[36]